# تشوبان كرة (ديزجرود الغربي)
تشوبان كرة (بالفارسية: چوپانکره) هي قرية تقع في إيران في أذربيجان الشرقية. يقدر عدد سكانها بـ 192 نسمة بحسب إحصاء 2016.